# رماح سيارة السباق
رماح سيارة السباق (بالإنجليزية: Roary the Racing Car) هو برنامج تلفزيوني للرسوم المتحركة للأطفال البريطانيين يدور حول سيارة سباق باللونين الأحمر والأبيض تُدعى «رماح» وأصدقائه على مضمار السباق.

## الممثلون
إياس أبو غزالة
سويم عبد الغني
راميا الابراهيم
خلدون قاروط
عادل أبو حسون
همسة الحايك
رافت بازو
عمر الحسن

## موسيقى
مؤدون الأغنية الرئيسية: طارق العربي طرقان

## روابط خارجية
- Roary the Racing Car official site
- رماح سيارة السباق على موقع IMDb (الإنجليزية)
- رماح سيارة السباق على موقع كينوبويسك (الروسية)
- رماح سيارة السباق على موقع قاعدة بيانات الفيلم (الإنجليزية)